# Panikel
Panikel is een bestuurslaag in het regentschap Cilacap van de provincie Midden-Java, Indonesië. Panikel telt 4612 inwoners (volkstelling 2010).